# Alvimia
Alvimia là một chi thực vật có hoa trong họ Hòa thảo (Poaceae).

## Loài
Chi Alvimia gồm các loài: